# Kovilj
Kovilj (cirílico: Ковиљ, serbio: Kovilj, croata: Kovilj, húngaro: Kabol) es un asentamiento suburbano de la ciudad de Novi Sad, Serbia. La aldea tiene una mayoría étnica serbia y su población asciende a 5599 personas (censo de 2002).

## Nombre
En serbio, el pueblo se conoce como Kovilj o Ковиљ, en croata como Kovilj y en húngaro como Kabol.
El nombre serbio de la aldea deriva de la palabra serbia "kovilj", que es el nombre de un tipo de hierba de flores.

## Geografía
El pueblo está dividido en Gornji Kovilj (Alto Kovilj) y Donji Kovilj (Bajo Kovilj), que eran dos asentamientos separados en el pasado, pero hoy son partes de la aldea de Kovilj.

## Historia
En el siglo XIII, se mencionó un asentamiento llamado Kabul en este lugar. Otros nombres usados para el asentamiento en el pasado fueron Kaboli y Kobila, por lo que se presume que el nombre del asentamiento deriva de la palabra eslava "kobila". Kovilj no estaba lejos de Novi Sad o Ras, la capital del reino medieval serbio de Nemanja.
Donji Kovilj fue mencionado por primera vez en 1554 y Gornji Kovilj en 1702. Se unieron dos aldeas en 1870.
La existencia del pueblo data de hace 5500 años antes de Cristo. El pueblo ha existido durante el reinado de los romanos y los ávaros. La primera evidencia escrita de este pueblo se creó en el siglo XIII, cuando se llamó Kabul.
Hoy en Kovilj todavía existe una división en la parte inferior (Šanački) y la superior (Gornji Kovilj). Donji (inferior) Kovilj se desarrolló con el monasterio aledaño y existió incluso antes de la llegada de Arsenije III Čarnojević en 1650.
Los habitantes vivían de la pesca, la caza, la tala de árboles por marismas y el servicio militar. Los habitantes de Kovilj eran buenos soldados que vigilaban el "Koviljski šančevi" (Foso de Kovilj) y evitaban las incursiones de los turcos en Austria-Hungría . Desde ese momento siguió siendo un hábito que la gente del Bajo Kovilja llamó "Šančani". El Alto Kovilj surge del asentamiento de serbios de Subotica en 1746. Estos eran los únicos soldados que pertenecían al "batallón Šajkaška" mientras las tripulaciones corrían en botes de madera que luchaban en el Danubio, Sava y Tisa, previniendo ataques de los turcos. Es común la agricultura y la producción de ladrillos. Kovilj en 1900 contaba con unos 5200 habitantes y tenía un molino, una fábrica de ladrillos y electricidad en las casas.

## Cultura
Cerca del pueblo se encuentra el conocido Monasterio de Kovilj. El monasterio fue reconstruido en 1707, pero según la leyenda, fue fundado por el primer arzobispo serbio San Sava en el siglo XIII.
También hay dos iglesias ortodoxas en el pueblo, la Iglesia de la Ascensión de Jesús en Gornji Kovilj, construida en 1829 con un hermoso iconostasio realizado por el monje Rafailo Momčilović, y la segunda Iglesia del Apóstol Tomás construida en 1846 en Donji Kovilj.

## Naturaleza
Cerca de Kovilj se encuentra la reserva natural especial Koviljsko-Petrovardinski Rit. Es un complejo de marismas y ecosistemas forestales (4840 ha) con numerosas biocenosis integradas en un todo-funcional.
Los valores centrales de esta área están representados por las formas orográficas e hidrográficas indígenas preservadas y diversas de los pantanos (islas, remansos, estanques, pantanos); las abundantes y preservadas comunidades vegetales autóctonas de las marismas (bosques, prados, juncos); la diversidad y abundancia de fauna (172 especies de aves y 46 especies de peces) y particularmente por la presencia de especies raras y en peligro de extinción.